# Mother's Day (película de 2016)
Mother's Day (El día de la madre en España y Enredadas... pero felices en Hispanoamérica) es una comedia romántica estadounidense de 2016 dirigida por Garry Marshall, escrita por Tom Hines, Lily Hollander, Anya Kochoff-Romano y Matt Walker, y protagonizada por un elenco liderado por Jennifer Aniston, Kate Hudson, Julia Roberts, Jason Sudeikis, Timothy Olyphant, Britt Robertson, Héctor Elizondo, y Jack Whitehall. La filmación comenzó el 18 de agosto de 2015 en Atlanta, Georgia. Fue estrenada en Estados Unidos el 29 de abril de 2016 por Open Road Films.
La película es similar en el formato a las dos anteriores comedias románticas con temática de festividades de Marshall: Valentine's Day (2010) y New Year's Eve (2011). Es la última película dirigida por Garry Marshall, ya que 2 meses después del estreno de la película fallecería por una neumonía el 19 de julio de 2016.

## Argumento
A medida que se acerca el Día de la Madre, un grupo de personas aparentemente desconectadas en Atlanta aceptan la relación con sus madres.
Sandy es una madre divorciada de dos hijos, Mikey y Peter, cuyo ex marido, Henry, se ha vuelto a casar recientemente con una mujer, Tina. Todavía acostumbrándose a esto, conoce a Bradley, un ex infante de marina, en el supermercado. La esposa de Bradley, Dana, teniente de la Marina, murió hace un año, dejándolo con sus dos hijas, Vicky y Rachel. Todos la extrañan terriblemente.
Kristin, adoptada desde el nacimiento, tiene su propia hija, Katie, y considera casarse con el padre de su hija, Zack. Ella considera que su vida está incompleta y su amiga Jesse la anima a buscar a su madre biológica. Jesse también resulta ser el mejor amiga de Sandy.
Jesse y su hermana Gabi tienen sus propios problemas con sus padres, a quienes consideran demasiado racistas y homofóbicos para estar en sus vidas: Jesse está casada y tiene un hijo, Tanner con Russell, un médico originario de la India. Gabi está casada con su novia Max y tiene un hijo, Charlie. Cuando sus padres, Earl y Florence aparecen de repente, es necesario ponerse al día.
Mientras está en Atlanta promocionando su último libro, Miranda, una consumada autora y personalidad de la televisión, recibe una visita sorpresa de Kristin, su hija, a quien se vio obligada a dar en adopción al nacer. Su reconciliación lleva a Kristin a pedirle a Zach que se case con ella en el aire y casarse el mismo día, para que Miranda pueda participar.
Los padres de Jesse y Gabi los emboscan a ellos y a sus parejas en su autocaravana y, con la ayuda de la madre de Russell a través de Skype, lo obligan a reconciliarse con Jesse. Más tarde, las familias, incluida su madre, que vuela desde Las Vegas, celebran el Día de la Madre con un pícnic en el parque.
Sandy y Bradley se reencuentran por casualidad en el hospital. Ella está allí por el ataque de asma de su hijo, él por un percance en la fiesta del Día de la Madre que estaba organizando y que acabó con él en el hospital por una pierna rota. Al ayudarla a salir de una máquina expendedora, combinado con el aliento de sus hijas, Bradley finalmente comienza a verla de manera positiva.

## Reparto
- Jennifer Aniston como Sandy Newhouse.
- Julia Roberts como Miranda Collins.
- Kate Hudson como Jesse.
- Jason Sudeikis como Bradley Barton.
- Timothy Olyphant como Henry.
- Britt Robertson como Kristin.
- Héctor Elizondo como Roman Navarro.
- Jack Whitehall como Zack Zimm.
- Sarah Chalke como Gabi.
- Loni Love como Kimberly.
- Cameron Esposito como Max.
- Margo Martindale como Flo.
- Robert Pine como Earl.
- Shay Mitchell como Tina.
- Aasif Mandvi como Russell.
- Jon Lovitz como Wally Burn.
- Lucy Walsh como Jody.
- Sandra Taylor como Lexy.
- Ella Anderson como Vicky Barton.
- Grayson Russell como Tommy.
- Matthew Walker como Randy.
- Lisa Roberts Gillan como Betty.
- Kate Linder como Gigi.
- Jennifer Garner como Dana Barton.
- Paul Vogt como Tiny.

## Producción

### Desarrollo
En abril de 2013, Dennis Dugan confirmó que él sería el próximo en desarrollar la película cómica de Garry Marshall Mother's Day.

### Casting
El 30 de junio de 2015, cuatro miembros del elenco fueron anunciados, Julia Roberts, Jennifer Aniston, Kate Hudson y Jason Sudeikis, con la película que será dirigida por Garry Marshall y con guion de Anya Kochoff-Romano y Lily Hollander. Brandt Andersen producirían, junto con Wayne Rice y Mike Karz. El 22 de julio de 2015, Open Road Films adquirió los derechos de distribución estadounidenses para la película, y fue revelado que Matt Walker y Tom Hines iban a coescribir el guion. El 21 de agosto de 2015, Ella Anderson se unió a los actores para interpretar a Vicky, la hija del personaje de Sudeikis. El 26 de agosto de 2015, Timothy Olyphant, Britt Robertson, Shay Mitchell, Jack Whitehall, Loni Love, y Aasif Mandvi se incorporaron al elenco. El 6 de octubre, Hilary Duff fue confirmada para aparecer, pero ella se negó debido a su papel en la segunda temporada de Younger.

### Rodaje
La fotografía principal de la película comenzó el 18 de agosto de 2015 en Atlanta, Georgia. A pesar de que el rodaje de su parte requirió sólo cuatro días, Julia Roberts ganó 3 millones de dólares.

## Lanzamiento
Mother's Day fue lanzado a nivel nacional el 29 de abril de 2016 por Open Road Films.

## Recepción

### Taquilla
El 1 de junio de 2016, Mother's Day había recaudado $32.2 millones de dólares en Norteamérica y $11.3 millones en otros territorios, para un total mundial de $43,5 millones, contra un presupuesto de $25 millones.
En Estados Unidos y Canadá, el prelanzamiento sugería que la película conseguiría alrededor de $11 millones de 3,035 teatros en su fin de semana de apertura, por detrás de Keanu ($10 a 14 millones de proyección), pero superando a Ratchet & Clank ($8-10 millones de proyección). La película recaudó $2.6 millones de dólares en su primer día y 8,4 millones de dólares en su fin de semana de apertura, acabando en el cuarto puesto en taquilla, detrás de El Libro de la Selva ($43.7 millones), El cazador y la reina de hielo ($9,6 millones), y Keanu (9,5 millones de dólares). En su segundo fin de semana, la película recaudó $11.1 millones (un aumento del 32,5%), tercer puesto en la taquilla, detrás de Capitán América: Civil War ($179.1 millones) y el Libro de La Selva ($24,5 millones).

### Respuesta crítica
Mother's Day fue muy criticado. En Rotten Tomatoes, la película tiene una calificación de 7%, basada en 130 comentarios, con una puntuación media de 2.9/10. El sitio del consenso lee, "Posiblemente, bien intencionada, pero profundamente equivocada, Mother's Day es el equivalente cinematográfico de un regalo de último minuto que sólo pone de relieve su vergonzosa falta de esfuerzo". En Metacritic, la película tiene una puntuación de 18 de cada 100, sobre la base de 30 críticas, indicando una "abrumadora aversión".
Richard Roeper dio a la película cero de cuatro estrellas, diciendo: "...nada nos podía haber preparado para la ofensivamente estúpida, descaradamente manipulada y ridículamente predecible que es Mother's Day."

### Premios
| Premio             | Categoría                               | Destinatarios    | Resultado |
| ------------------ | --------------------------------------- | ---------------- | --------- |
| Teen Choice Awards | Mejor Película – Comedia                | Mother's Day     | Nominada  |
| Teen Choice Awards | Elección de Actriz de Película: Comedia | Jennifer Aniston | Nominada  |